# Wapen van de Faeröer

Het wapen van de Faeröer met een Veðrur

Het wapen van de Faeröer verschijnt voor het eerst in de 15e eeuw in Kirkjubøur. Het toont een Ram (Faeröers: Veðrur) op een schild. Later wordt deze ram op een grootzegel gebruikt door de Løgrættumenn, de leden van het Oude Faeröerse Wettelijk Hof, het Løgting.
Het wapen raakte buiten gebruik toen het Løgting in 1816 werd afgeschaft. Nadat het Løgting in 1852 werd hersteld, kwam het wapen niet terug. Toen de Faeröer tijdens de Tweede Wereldoorlog niet in Deense, maar in Britse handen waren, werd het wapen ook niet gebruikt.

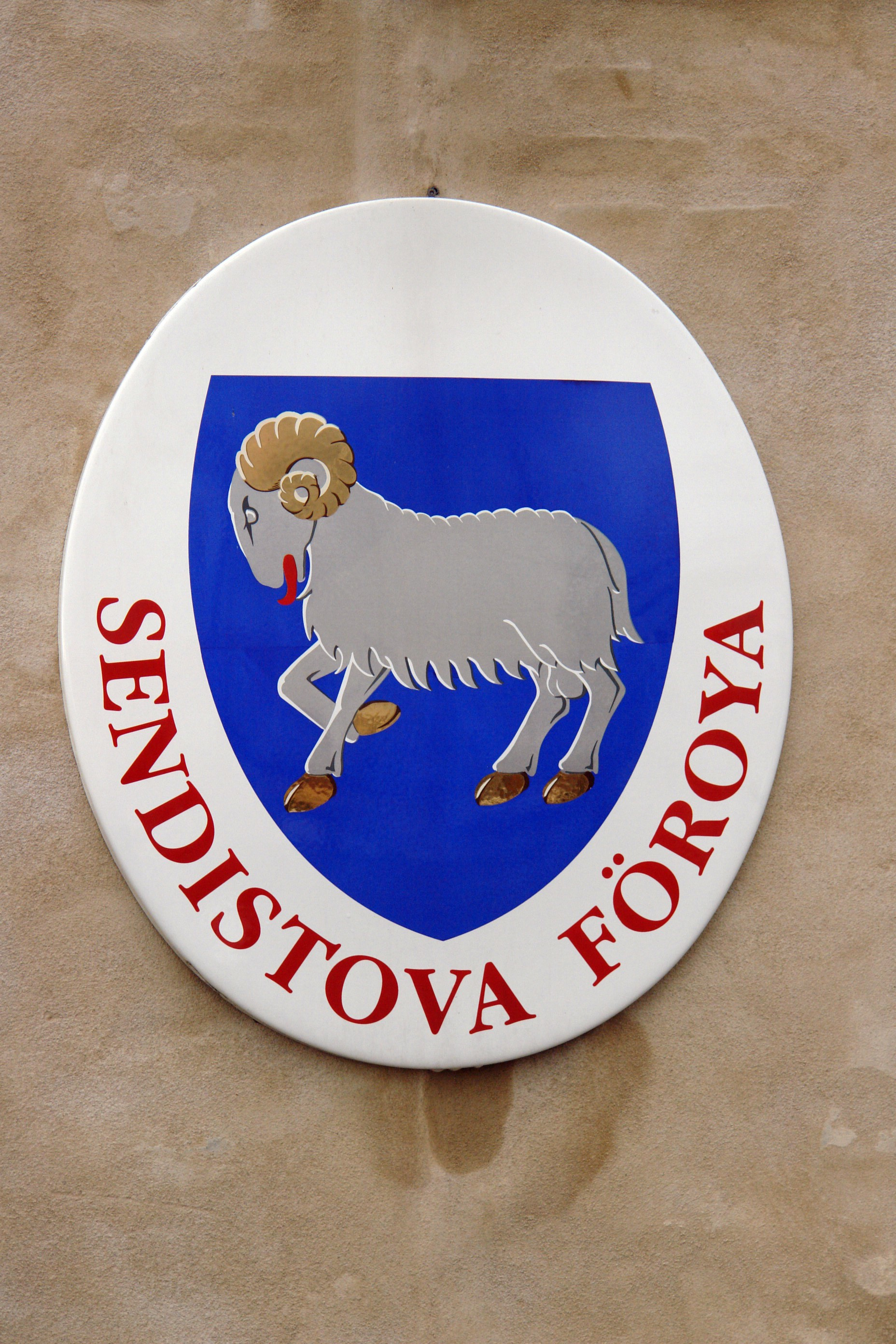
Het wapen op het gebouw van de Faeröerse vertegenwoordiging in Kopenhagen.

Nadat de Deense wet op Zelfbestuur in 1948 in werking trad, kwam het wapen opnieuw in gebruik. Ditmaal werd het niet gebruikt door het Løgting (het parlement), maar door de Landsstýri (regering). De Løgmaður, die als wetspreker de leider van de regering is, kreeg het recht om het wapen te voeren.
Op 1 april 2004 kondigde de Faeröerse minister-president aan dat vanaf dan de minister-president en zijn kantoor een nieuwe versie van het wapen zouden gaan gebruiken. Deze nieuwe versie is gebaseerd op het origineel uit Kirkjubøur. De kleuren zijn geïnspireerd door de Faeröerse vlag Merkið en de goudgele kleur werd toegevoegd. Het nieuwe wapen beeldt een ram, die klaar staat om te verdedigen, af op een blauw schild. Het wapen wordt gebruikt door Faeröerse ministeries en door officiële vertegenwoordigers van de Faeröer, hoewel sommige ministeries en vertegenwoordigers nog steeds gebruikmaken van het oude wapen.
Albanië · Andorra · Azerbeidzjan · België · Bosnië en Herzegovina · Bulgarije · Denemarken · Duitsland · Estland · Finland · Frankrijk · Georgië · Griekenland · Hongarije · Ierland · IJsland · Italië · Kosovo · Kroatië · Letland · Liechtenstein · Litouwen · Luxemburg · Malta · Moldavië · Monaco · Montenegro · Nederland · Noord-Macedonië · Noorwegen · Oekraïne · Oostenrijk · Polen · Portugal · Roemenië · Rusland · San Marino · Servië · Slovenië · Slowakije · Spanje · Transnistrië · Tsjechië · Turkije · Vaticaanstad · Verenigd Koninkrijk · Wit-Rusland · Zweden · Zwitserland

Afhankelijke gebieden: Åland · Faeröer · Gibraltar · Guernsey · Jersey · Man

Betwiste gebieden: Abchazië · Adzjarië